# دوروثي كلومبكه
دوروثي كلومبكه (بالفرنسية: Dorothea Klumpke)‏ (و. 1861 – 1942 م) هي عالمة فلك من الولايات المتحدة الأمريكية . ولدت في سان فرانسيسكو . وكانت عضوة في الجمعية الفلكية في منطقة المحيط الهادئ .
توفيت في سان فرانسيسكو، عن عمر يناهز 81 عاماً.

## التعليم
تعلمت في كلية العلوم بباريس ‏

## مناصب وهيئات
أدارت مرصد باريس.

## جوائز
حصلت على جوائز منها:
- وسام جوقة الشرف من رتبة فارس
- وسام السعفات الأكاديمية من رتبة ضابط.